# Veljko Milković
Veljko Milković (srbsky Вељко Милковић; * 13. listopadu 1949, Subotica, Jugoslávie) je srbský vynálezce a výzkumník z Nového Sadu. Aktivně se zabývá ekologickým výzkumem, amatérskou archeologií a pátráním po nových energetických technologiích. Napsal četné knihy z těchto oborů. Za svou práci získal několik cen, a je i členem Srbské akademie inovačních věd z Bělehradu, skupiny skládající se z 20 vědců a vynálezců. Patentoval 23 vynálezů, které byly i schváleny.

## Vynálezy a výzkumy

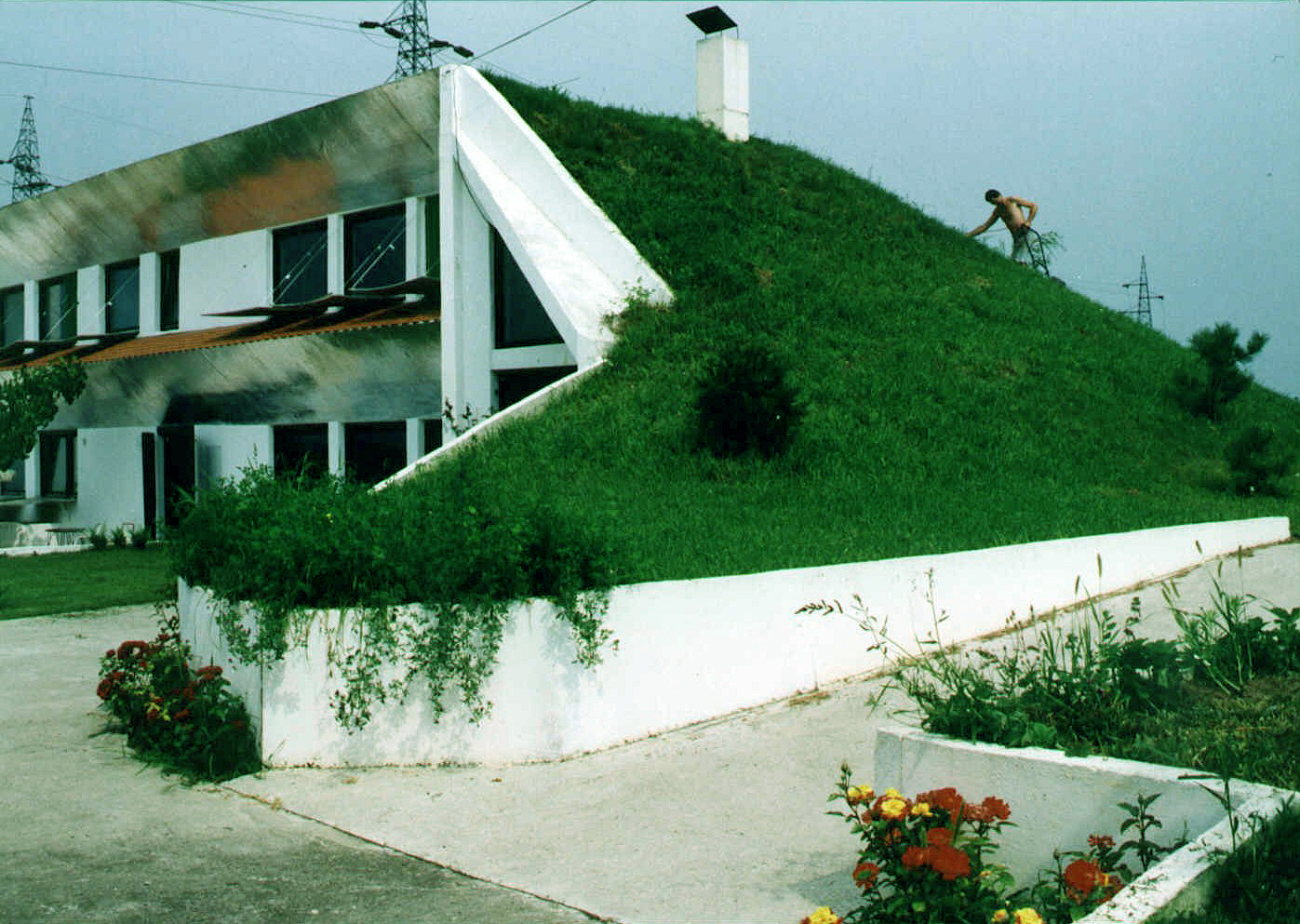
„Samoohřívací“ ekologický dům

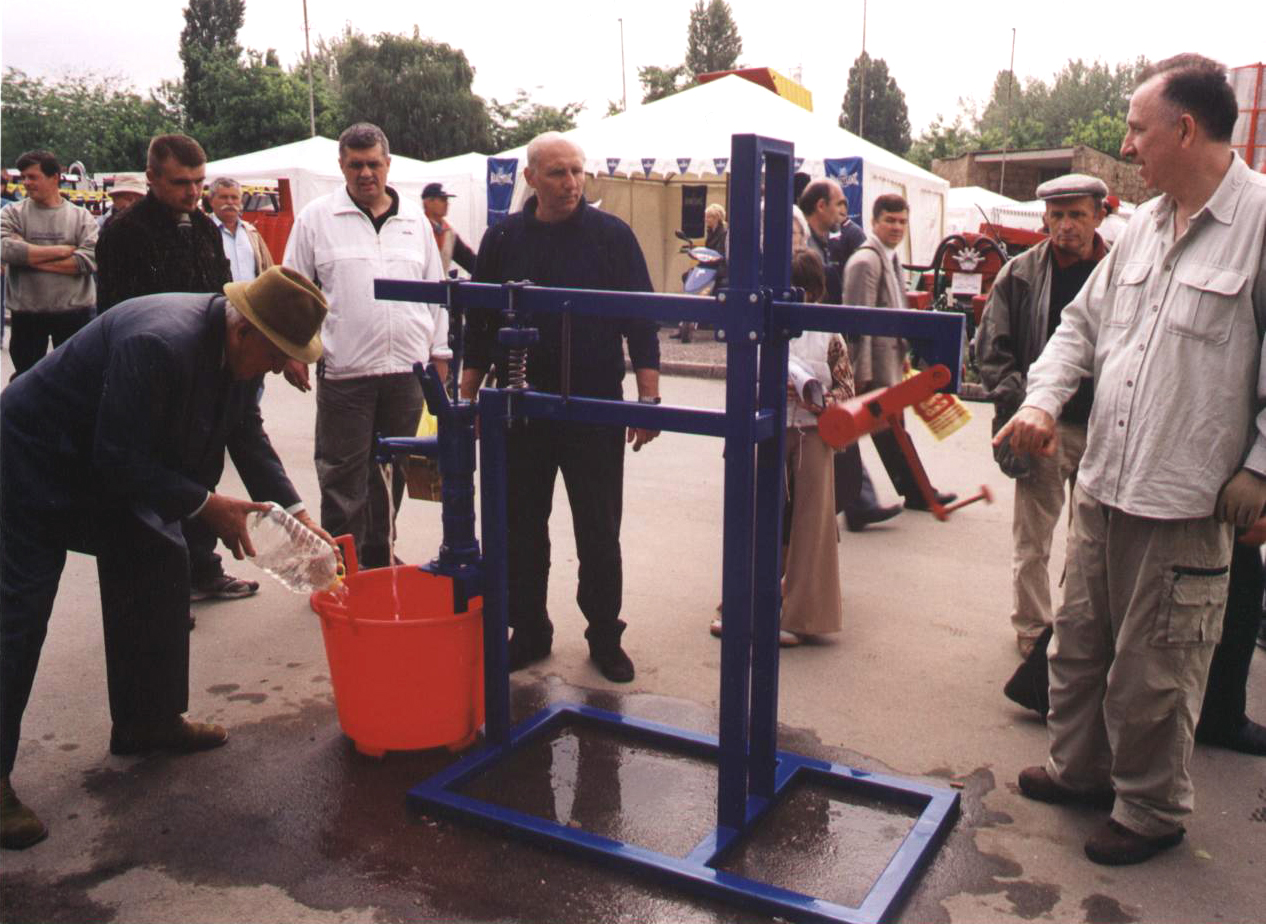
Ruční pumpa na vodu s kyvadlem

Vynalezl „samoohřívací“ ekologický dům a četné, jak je sám nazývá, „ekologické inovace“: skleníky a fóliovníky se zrcadlovým povrchem, pěstírny hub. Některé jeho vynálezy se týkají každodenně používaných jednoduchých věcí, jako je autonomní plnič baterií, série univerzálního náčiní nebo záchodové sedátko pro osoby trpící hemoroidy.
Vytvořil nové mechanické efekty kombinováním jednoduchých strojů; kyvadla a páky. Jeho základními vynálezy v této kategorii jsou, dle jeho slov: „impulzně-gravitační stroje. (vozík s kyvadlem, dvoustupňový mechanický oscilátor, ruční pumpa na vodu s kyvadlem), druh jednoduchých mechanických oscilačních systémů s kyvadlovým pohonem.

### Petrovaradínská pevnost
Svůj zájem a výzkumy Milković směřuje i na Petrovaradínskou pevnost v Novém Sadu. Muzeum města Nový Sad mu v roce 1977 udělilo děkovnou listinu za „nesobeckou spolupráci při zkoumání Petrovaradínské pevnosti“.
Roku 1983 Srećko Drk a Veljko Milković založili při Knihovně „Vladimira Nazora“ v Petrovaradínu Klub přátel Petrovaradínské pevnosti. V roce 1997 vydal text pod názvem „Tajemství Petrovaradínské pevnosti“, který byl zveřejněn v podobě fejetonu, jako skripta, a také jako kniha. Tím „vyplnil mezeru“ v literatuře o Petrovaradínské pevnosti, která se do té doby zabývala jejími podzemními částmi jen minimálně.
Svými přednáškami a výlety, které organizoval, upozorňoval na nebezpečí, ale i na velké turistické možnosti Petrovaradína a středního Podunají.

## Ocenění
Kromě četných domácích a zahraničních ocenění v roce 2002 mu byla udělena „Listopadová charta Nového Sadu“ za mimořádný přínos a inovace v oblasti ekologie a energetiky a ve stejném roce získal i zlatou medaili Novisadského veletrhu. za ruční pumpu na vodu s kyvadlem. V roce 2006 se stal členem-korespondentem Srbské akademie inovačních věd v Bělehradě a téhož roku i řádným členem Akademie vynálezců Srbska v Bělehradě.

## Publikace
Veljko Milković napsal 12 knih a 6 jiných publikací.

### Knihy
- "Solarne zemunice - dom budućnosti" (Solární zemljanky – domy budoucnosti) (1983)
- "Ekološke kuće" (Ekologické domy) (1991)
- "Šume za proizvodnju hrane" (Lesy k výrobě potravy – náhrada polí) (1992)
- "Ka antigravitaciji - kompaktna vozila" (K antigravitaci – kompaktní vozidla) (1994.)
- "Antigravitacioni motor / Anti-gravity Motor" (Antigravitační motor) (1996)
- "Perpetuum mobile" (Perpetuum Mobile) (2001)[8]
- "Petrovaradin kroz legendu i stvarnost" (Petrovaradín v legendách a ve skutečnosti) (2001)[9]
- "Petrovaradin i Srem - misterija prošlosti" (Petrovaradín a Sriem – tajemství minulosti) (2003)[10]
- "Svet misterija - novi pogledi" (Svět tajemství – nové názory) (2004)[11][12]
- "Petrovaradinska tvrđava - podzemlje i nadzemlje" (Petrovaradínska pevnost – podzemí a nadzemí) (2005)
- "Novi turistički potencijali" (Nové turistické potenciály) (2006)
- "Petrovaradinska tvrđava - kosmički lavirint otkrića" (Petrovaradínska pevnost – kosmický labyrint objevů) (2007)
- "Gravitacione mašine - od Leonarda da Vinčija do najnovijih otkrića" (2013)
- "Kako sam pobedio hemoroide" (2015)
- "Energetska prekretnica ili apokalipsa" (2016)
- "Panonska Atlantida" (2020)
- "Reflektujući paneli za solarnu klimatizaciju i zdravstveno bezbedno stanovanje" (2020)
- "Energija oscilacija: od ideje do realizacije" (2020)

### Fejtony a skripta
- "Niskoenergetski život" (Nízkoenergetický život), (1996)
- "Energetski potencijal rečnog zaliva" (Energetický potenciál říčního zálivu), (1996)
- "Prethodna civilizacija" (Předcházející civilizace), (1999)
- "Misterije Petrovaradinske tvrđave" (Tajemství Petrovaradínské pevnosti), (1999)
- "Petrovaradinska tvrđava između legende i stvarnosti" (Petrovaradínská pevnost mezi legendou a skutečností), (1999)
- "Nestale civilizacije" (Civilizace, které vymizely), (2000)